# Stal do ulepszania cieplnego
Stal do ulepszania cieplnego – stal używana do obróbki cieplnej ulepszania cieplnego; Grupa wielu gatunków stali, które mogą być używane do produkcji elementów i podzespołów szczególnie narażonych na obciążenia, takich jak części maszyn np. korpusy, wały, koła zębate, sworznie, pierścienie. Do ulepszania stosuje się stale konstrukcyjne wyższej jakości, niskostopowe oraz stale stopowe o zawartości węgla 0,2 do 0,5%. Parametry grupy reguluje szereg norm z grupy ISO o numerach rozpoczynających się od ISO-683 oraz polskich norm PN-EN 10083.